# Paus

Het embleem van het pausschap.

De paus is het hoofd van de Rooms-Katholieke Kerk. De benaming paus is afkomstig van het Oudgriekse: πάππας, pappas, later gelatiniseerd tot papa, in de betekenis van vader. Eveneens werd de titel in de middeleeuwen opgevat als een acroniem (eigenlijk backroniem) van het Latijnse Petri apostoli potestatem accipiens (van de apostel Petrus de macht ontvangend). De regeerperiode van een paus wordt pontificaat genoemd.
De paus draagt de titel Plaatsbekleder van Jezus Christus op Aarde, de opvolger van de heilige Petrus, de bisschop van Rome, het hoofd van de Rooms-Katholieke Kerk en is het staatshoofd van Vaticaanstad, het kleinste land ter wereld. In de uitoefening van zijn functie wordt de paus bijgestaan door de organen en instellingen van de Romeinse Curie. Buiten Rome wordt de paus vertegenwoordigd door nuntii bij regeringen en door apostolische delegaten in landen die geen diplomatieke betrekkingen onderhouden met de Heilige Stoel.

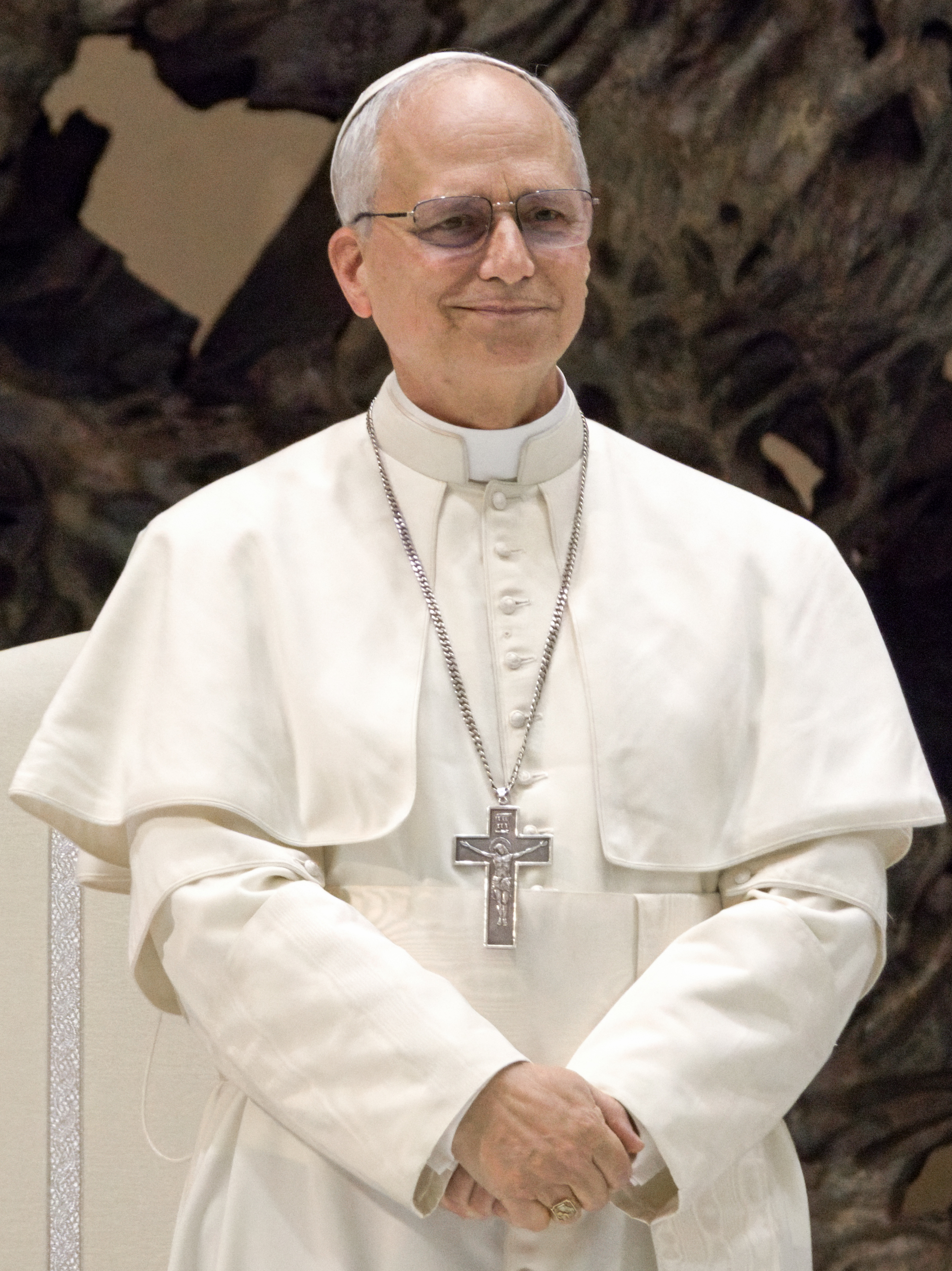
Paus Leo XIV

## Titulatuur
De volledige titulatuur van de paus luidt:
- Bisschop van Rome
- Plaatsbekleder van Jezus (Vicarius Christi)
- Opvolger van de Prins van de Apostelen (Petrus)
- Opperherder van de Universele Kerk (Summus Pontifex Ecclesiae Universalis)
- Primaat van Italië
- Aartsbisschop en Metropoliet van de Romeinse diocese
- Soeverein van het Vaticaan
- Dienaar der dienaren Gods (Servus Servorum Dei)

Paus Benedictus XVI besloot de titel Patriarch van het Westen vanaf 2006 niet meer te gebruiken. Zijn voorgangers deden dat wel. Paus Franciscus herstelde de titel in 2024 in ere.
Een paus wordt aangesproken met 'Heilige Vader' of 'Uwe Heiligheid'.

## De paus als opvolger van Petrus
De paus is volgens de Rooms-Katholieke Kerk de opvolger van Petrus en de leider van de gehele christelijke kerk wereldwijd. De paus wordt door deze kerk gezien als leider van de wereldkerk en als de plaatsbekleder van Christus op aarde.
Hij verenigt in zijn persoon de hoogste geestelijke macht, dit wil zeggen het hoogste leergezag, de opperste wetgevende en rechterlijke macht. Toch is zijn macht niet enig in de Rooms-Katholieke Kerk. Hij wordt bijgestaan door de Curie en de bisschoppen hebben belangrijke bevoegdheden binnen hun diocees.

## Theologie van het primaatschap
Tijdens het door paus Pius IX geleide Eerste Vaticaans Concilie (1869-1870) bereikte de rooms-katholieke theologie van het pauselijk primaatschap het punt waarop de pauselijke onfeilbaarheid werd afgekondigd in de constitutie Pastor Aeternus. Hiermee werd de gehele kerkopbouw gecentreerd rond de juridisch-centrale rol van de paus. Deze definitie van onfeilbaarheid leidde tot vele problemen in de oecumenische theologie, hoewel zij in wezen niet de persoon van de paus zelf als onfeilbaar aanduidt, maar veeleer stipuleert dat sommige, aan duidelijk afgelijnde voorwaarden voldoende leeruitspraken van de paus een onfeilbaar karakter genieten. Sinds Vaticanum I werd dit recht slechts eenmaal uitgeoefend, als paus Pius XII op 1 november 1950 het dogma van de tenhemelopneming van Maria afkondigde.
De rol van het pauselijke primaatschap werd op het Tweede Vaticaans Concilie (1962-1965) opnieuw ter discussie gesteld, waarbij de samenhang van het primaatschap met het wereldepiscopaat werd onderlijnd en zo een meer evenwichtige theologie werd bereikt. De klemtoon in deze collegialiteitsleer, zoals die haar weerslag kreeg in de constitutie Lumen Gentium ligt nu op het feit dat de paus deel uitmaakt van het bisschoppencollege en bovendien dat elk lid van het episcopaat krachtens zijn bisschopswijding participeert in de universele machten van de kerk.

## Waardigheidssymboliek
De uiterlijke tekenen van zijn ambt, naar traditie teruggrijpend op de oudste Romeinse gebruiken, zijn de witte toga, soms gecombineerd met de ferraiuolo, de hermelijnen mozetta, de driedubbele kruisstaf en de pontificale vissersring. Vroegere waardigheidstekens waren de tiara of driekroon, de Sedia Gestatoria (draagstoel), de troon en het baldakijn. Het baldakijn is in onbruik geraakt. Paus Johannes Paulus I was de laatste paus die de draagstoel gebruikte.
De tiara stamt eigenlijk uit een voor-christelijke Perzische traditie. In de 9e eeuw pas droegen de pausen voor het eerst een tiara en wel met één kroon. Onder Bonifatius VIII werd een 2e en onder Benedictus XII een derde kroon toegevoegd. Paulus VI heeft – als symbool – zijn tiara ten gunste van de armen van Rome afgelegd. Nadien heeft geen paus de tiara meer laten opzetten bij zijn kroning.
De paus draagt aan de rechterringvinger de vissersring en een pallium als liturgische symboliek . Als bisschop draagt hij de mijter. Hij gebruikt in plaats van de kromstaf de ferula – een kruisstaf.
De staat Vaticaanstad herbergt de Zwitserse Garde, een militie die naast een ceremoniële functie dient als lijfwacht en paleiswacht. Voor de defensie van de voormalige Kerkelijke Staat was er voorheen daarnaast een normaal legerkorps, alsmede enkele kleinere korpsen voor specifieke taken.

## De functie en taken van de paus
De paus is in de eerste plaats de 'opperherder' van de Rooms-Katholieke Kerk en heeft als zodanig een samenbindende, bijsturende en leidende functie over zijn 'kudde'. Bij geloofsdisputen heeft hij het laatste woord in die kerk. In de middeleeuwen had de paus veel invloed op de richting van de westerse beschaving, niet alleen in religieuze zin, maar ook vanwege zijn politieke en zelfs militaire macht; het in de ban doen van een wereldlijk vorst kon grote politieke gevolgen hebben. De 12e-eeuwse paus Innocentius III kan beschouwd worden als de machtigste Europese leider van zijn tijd. Eeuwenlang speelde de investituurstrijd tussen de paus enerzijds en Europese vorsten anderzijds over het recht om bisschoppen te benoemen, omdat ook die aanzienlijke wereldlijke macht konden hebben.
De pauselijke invloed verminderde echter sterk vanaf de 16e eeuw, waarbij een groot deel van Noord- en West-Europa meeging met de protestantse reformatie en zich dus niet meer gebonden achtte aan uitspraken van de paus. De opkomst van de Europese nationale staten, waarin de wereldlijke vorsten het centrale gezag versterkten, verzwakte de macht van de paus nog meer, waardoor hij maar al te vaak speelbal werd van wereldlijke vorsten.
Tegenwoordig probeert de paus voor het Europese en Amerikaanse katholicisme antwoorden te vinden op de vele vragen die zich aandienen onder de kerkleden als reactie op de seculiere moderne tijd. Het grootste deel van de rooms-katholieken woont tegenwoordig echter in de Derde Wereld, waar de strijd tegen de secularisatie veel minder speelt. Het openlijk tarten van het leergezag, bijvoorbeeld over homoseksualiteit en geboortebeperking bij de 'gewone' gelovigen komt daar minder frequent voor. Sociaal-economische tegenstellingen zijn daar een ernstiger probleem, waarover de paus zich ook vaak uitspreekt.
De paus geeft wekelijks een publieke audiëntie in het Vaticaan. Daarnaast verleent hij ook audiënties aan andere geestelijke en wereldlijke leiders. Een privé-audiëntie wordt meestal gehouden in de privébibliotheek van de paus, in het Apostolisch paleis. Men is verplicht zich aan kledingvoorschriften houden. Zo moeten dames een zwarte kanten sluier dragen; alleen regerende katholieke vorstinnen mogen zich volledig in het wit tooien; dit privilege geldt voor de vorstinnen van Monaco, Liechtenstein, België, Spanje en Luxemburg.
Wanneer de paus in Rome is, geeft hij op zondag om 12 uur 's middags uur iedereen de zegen vanuit het raam van zijn werkkamer (tweede raam rechts van de bovenste verdieping) van de Sint-Pietersbasiliek in Rome. Tijdens Kerstmis houdt de paus een kersttoespraak en met Pasen geeft de paus zijn zegen en wenst in tientallen talen iedereen zalige feestdagen. Deze toespraken worden over de hele wereld rechtstreeks op tv uitgezonden, zodat ook de katholieken die niet in Rome zijn deze kunnen volgen en op die manier de zegen van de paus op deze momenten in ontvangst kunnen nemen.

## Einde pontificaat
Doorgaans blijft de paus in zijn ambt tot aan zijn overlijden. Hij kan ook zijn ambt neerleggen, maar dit komt in de praktijk weinig voor. Momenteel zijn, afhankelijk van de wijze van tellen, ongeveer vijf pausen bij leven teruggetreden, waarvan twee geheel vrijwillig. De laatste keer dat dit gebeurde betrof het Joseph Ratzinger, paus Benedictus XVI, in februari 2013. De voorlaatste keer in 1415 betrof het paus Gregorius XII, die gedwongen werd terug te treden. Paus Celestinus V trad in 1294 vrijwillig terug. In 1044 trad Benedictus IX af, naar verluidt voor geldelijk gewin. Zijn opvolger Gregorius VI trad om deze simonie tevens terug. De eerste paus die aftrad was paus Pontianus. Dit was geen vrijwillige abdicatie en in 235 werd hij verbannen naar Sardinië door de Romeinse keizer Maximinus I Thrax. De huidige regels omtrent abdicatie bepalen dat vrijwilligheid een absolute voorwaarde is.

## Procedure voor het kiezen van een paus
Na de dood of het aftreden van de paus is de Heilige Stoel vacant. De periode waarin er geen paus is heet de sedisvacatie. Deze vangt aan met de novemdiales. Binnen twaalf tot twintig dagen komt het College van Kardinalen in Rome samen voor de start van een conclaaf (= "achter het slot"). Indien de paus vrijwillig aftreedt is er geen novemdiales, maar komen de kardinalen vrijwel direct na het aftreden van de paus naar Rome voor het conclaaf dat dan start zodra alle kardinalen in Rome zijn. Een maximum van honderdtwintig kardinalen jonger dan tachtig jaar is vereist voor zo'n conclaaf. Een conclaaf is geheim. De kardinalen zijn afgesloten van de buitenwereld, totdat een nieuwe paus gekozen is.
Waarschijnlijk is dat een van de kardinalen (maar elke gedoopte rooms-katholieke man komt kerkjuridisch gesproken in aanmerking, op voorwaarde dat hij direct na het aannemen van de verkiezing tot bisschop wordt gewijd) aanwezig in de Sixtijnse Kapel paus zal worden. Deze procedure is beschreven onder het artikel conclaaf.
De kandidaat moet in beginsel een tweederdemeerderheid hebben. Het kardinaalscollege kan echter na de 30e stemronde besluiten om de paus bij gewone meerderheid te kiezen. De pasgekozen paus wordt dan gevraagd door de kardinaal-deken (voorzitter) of anders de oudste kardinaal namens alle kardinalen: "Aanvaardt Gij?" Vanaf dat de gekozen kardinaal bevestigd heeft (Accepto), bezit deze de macht van bisschop van Rome en universeel herder van de Rooms-Katholieke Kerk. Daarna vraagt de kardinaal aan de nieuwe paus: "Hoe wil je genoemd worden?" De paus openbaart dan zijn aangenomen naam, zoals een kloosternaam. Op dat moment verschijnt er witte rook uit de schoorsteen van de Sixtijnse kapel, dit is voor de mensen buiten het signaal dat er een nieuwe paus is gekozen. Daarnaast gaan ook de klokken van de Sint-Pieter luiden. De kardinalen feliciteren de nieuwe paus, die naar de zaal van de Tranen wordt geleid, daar krijgt hij zijn nieuwe witte toga. Vervolgens wordt hij op het balkon van de Sint-Pieter getoond aan de wachtende menigte. De kardinaal-protodiaken verkondigt op loggia, van de Sint-Pietersbasiliek;
Annuncio vobis gaudium magnum; Habemus Papam!
Eminentissimum ac reverendissimum Dominum,
Dominum [voornaam],
Sanctæ Romanæ Ecclesiæ Cardinalem [familienaam],
Qui sibi nomen imposuit [pauselijke naam].
(Vertaling: "Ik verkondig u met grote vreugde; we hebben een Paus: de meest eminente en eerwaarde heer, de heer [naam], kardinaal van de Heilige Roomse Kerk, [familienaam], die de naam [pauselijke Naam] heeft aangenomen.")
De paus spreekt daarna enkele woorden en geeft voor het eerst de apostolische zegen Urbi et Orbi De gehele procedure voor de pauskeuze is vastgelegd in de Apostolische Constitutie Universi Dominici Gregis.

## Wetenswaardigheden
- De laatste niet-Europese paus voor de moderne tijd was paus Gregorius III (731-741). Hij kwam uit Syrië.
- De meest gekozen pausnaam is Johannes (23 keer), gevolgd door Gregorius (16 keer) en Benedictus (16 keer).
- In de 13e eeuw ontstond verwarring over de nummering bij de pausen met de naam Johannes, waardoor er nooit een paus Johannes XX is geweest.
- Van de pausen van wie de leeftijd bekend is, is paus Celestinus III (1191-1198) degene die het oudst was toen hij werd verkozen. Hij was toen 86 jaar.
- Van de pausen van wie de leeftijd bekend is, is paus Leo X de jongste, toen hij in 1513 op 37-jarige leeftijd werd verkozen. Hij was paus tot 1521.
- Het pontificaat van paus Pius IX duurde 31 jaar, 7 maanden en 16 dagen (1846-1878). Hij is daarmee de langst regerende kerkvorst aller tijden (Petrus niet meegerekend).
- Het kortste pontificaat staat op naam van paus Urbanus VII (1590), met slechts dertien dagen.
- De Utrechter Adriaan Floriszoon van Utrecht (1459-1523), die overigens vooral carrière maakte in Spanje, onder meer als grootinquisiteur, was de enige Nederlandse paus, Adrianus VI. Omdat Utrecht en de Nederlanden destijds nog onderdeel waren van het Heilige Roomse Rijk rekenen sommige Duitsers hem als Duitse paus. Aangezien hij voor zijn benoeming professor was aan de Faculteit Godgeleerdheid Leuven, waar hij uit zijn erfenis het Paus Adrianus VI-college stichtte, wordt hij ook vaak als Vlaamse paus aangeduid.
- Paus Benedictus IX is de enige paus die drie pontificaten had en ook de enige met meer dan één pontificaat waardoor er eigenlijk maar 265 pausen zijn in plaats van 267.
- Van de 267 pausen, zijn er 208 Italianen (waarvan 2 onzeker), 5 van wie de nationaliteit onbekend is, 1 bewoner van Galilea, 1 bewoner van Judea, 10 Grieken (waarvan 2 onzeker en 1 geboren in Jeruzalem), 5 Syriërs, 2 bewoners van de Romeinse provincie Africa, 1 Noord-Afrikaan, 3 Spanjaarden, 1 Ostrogoot (een Oost-Germaans volk), 1 bewoner van Dalmatië dat destijds bij Lombardije hoorde, 1 Byzantijn, 7 Duitsers, 13 Fransen, 1 Brit, 1 Portugees, 1 Nederlander, 1 Pool, 1 Argentijn en 1 Amerikaan.

#### Niet-Europese pausen
- Petrus (30-64), uit Bethsaida in Galilea
- Anicetus (150-167), Syriër uit Homs
- Victor I (189-199), uit Noord-Afrika
- Miltiades (311-314), uit Noord-Afrika
- Gelasius I (492-496), uit Noord-Afrika
- Theodorus I (642-649), Griek uit Jeruzalem
- Johannes V (685-686), Griek uit Antiochië (Turkije)
- Johannes VI (701-705), Griek uit Efese (Turkije)
- Sisinnus (708), uit Syrië
- Constantinus (708-715), uit Syrië
- Gregorius III (731-741), uit Syrië
- Franciscus (2013-2025), uit Argentinië (met ouders van Italiaanse afkomst)
- Leo XIV (2025-heden), uit de Verenigde Staten

## Andere pausen
- "Zwarte paus", bijnaam die soms gegeven wordt aan de generaal-overste van de Jezuïeten.
- Het hoofd van het Grieks-orthodox patriarchaat van Alexandrië in Egypte. De huidige Grieks-orthodoxe paus is Theodorus II, paus en patriarch van Alexandrië en van geheel Afrika.
- Het hoofd van de Koptisch-Orthodoxe Kerk in Egypte. In de Koptisch-Orthodoxe Kerk is de paus de opvolger van de evangelist Marcus. De Koptisch-Katholieke Kerk aanvaardt het primaatschap van de bisschop van Rome wel.
- Tegenpaus